# Usornoje
Usornoje (Узорное, deutsch Jäcknitz) war ein Ort in der Oblast Kaliningrad (Gebiet Königsberg (Preußen)) der Russischen Föderation. Er lag im Gebiet des heutigen  Munizipalkreises Rajon Bagrationowsk (Stadtkreis Preußisch Eylau).

## Geographische Lage
Die Ortsstelle Usornojes liegt am Bach Jäcknitz fünf Kilometer nördlich der russisch-polnischen Staatsgrenze im südlichen Westen der Oblast Kaliningrad, 22 Kilometer östlich der einstigen Kreisstadt Heiligenbeil (russisch Mamonowo) bzw. 25 Kilometer westlich der heutigen Rajonshauptstadt Bagrationowsk (deutsch Preußisch Eylau).

## Geschichte

### Ortsgeschichte
Mit dem Namen Geitenus wurde das kleine Dorf mit dem großen Gut im Jahre 1437 erstmals urkundlich erwähnt. Die Liste anderer Namensformen ist lang: nach 1437 Geytnis, nach 1472 Judtnitz, nach 1610 Geitnüß, nach 1620 Geutnuß, nach 1681 Geutnüß, nach 1711 Jäckniss, nach 1785 Jäkniss, und nach 1820 bis 1950 Jäcknitz. Zum Gut Jäcknitz gehörten das Gut Rosen mit dem Vorwerk Woyditten, später auch das Gut Otten. 1839 kam das Gut Jäcknitz in den Besitz der Adelsfamilie Le Tanneux von Saint Paul.
Am 11. Juni 1874 wurde Jäcknitz Amtsdorf und damit namensgebend für einen Amtsbezirk im Kreis Heiligenbeil, Regierungsbezirk Königsberg, der preußischen Provinz Ostpreußen, der bis 1945 bestand.
306 Einwohner zählte der Gutsbezirk Jäcknitz im Jahre 1910.
Am 30. September 1928 schloss sich der Gutsbezirk Jäcknitz mit dem Nachbargutsbezirk Otten zur neuen Landgemeinde Jäcknitz zusammen. Die Einwohnerzahl der auf diese Weise neu formierten Gemeinde belief sich 1933 auf 535 und 1939 auf 517.
In Kriegsfolge wurde 1945 das gesamte nördliche Ostpreußen an die Sowjetunion abgetreten. Das betraf auch Jäcknitz. 1950 wurde das Dorf in „Usornoje“ umbenannt, nachdem es 1947 bereits dem Kornewski selski Sowet (Dorfsowjet Kornewo (Zinten)) zugeordnet worden war. Wurde der Ort anfangs noch besiedelt, so wurde er aber – wohl aufgrund seiner Grenznähe – sehr lange schon vor 1975 verlassen und galt als verwaist – heute als untergegangener Ort. Seine Ortsstelle liegt im Bereich des Munizipalkreises Rajon Bagrationowsk (Stadtkreis Preußisch Eylau) in der russischen Oblast Kaliningrad (Gebiet Königsberg (Preußen)).

### Amtsbezirk Jäcknitz (1874–1945)
Zum Amtsbezirk Jäcknitz gehörten bei seiner Errichtung im Jahre 1874 vier Dörfer. Im Januar 1945 waren es aufgrund struktureller Veränderungen noch zwei:
| Deutscher Name              | Russischer Name | Anmerkungen |
| --------------------------- | --------------- | --- |
| Jäcknitz                    | Usornoje        | |
| Kupgallen                   | NN.             | 1881 in den Amtsbezirk Maraunen umgegliedert                                                                                              |
| Kuyschen 1938–1950: Kuschen | NN.             | 1881 in den Amtsbezirk Maraunen umgegliedert, 1929 aber zum Amtsbezirk Jäcknitz wieder zurückgegliedert                                   |
| Otten                       | NN.             | 1881 in den Amtsbezirk Wesselhöfen umgegliedert, 1886 wieder zum Amtsbezirk Jäcknitz zurückgegliedert und 1928 nach Jäcknitz eingemeindet |
| ab 1899: Schönrade          | NN.             | Gehörte vor 1899 zum Amtsbezirk Groß Rödersdorf, wurde 1929 in den Amtsbezirk Hermsdorf umgegliedert                                      |

1945 bildeten nur noch Jäcknitz und Kuyschen den Amtsbezirk Jäcknitz.

## Religion
Bis 1945 war Jäcknitz in das Kirchspiel der evangelischen Kirche Zinten (russisch Kornewo) in der Kirchenprovinz Ostpreußen der Kirche der Altpreußischen Union eingegliedert, während es römisch-katholischerseits zur Pfarrei in Heiligenbeil (russisch Mamonowo) gehörte.

## Verkehr
Die Ortsstelle Usornoje resp. Jäcknitz liegt an der Kommunalstraße 27K-089, die von Kornewo aus in Richtung Süden bis zu Grenze verläuft, dabei auch die Ortsstellen von Rosen, Woyditten und Stolzenberg berührt. Vor 1945 führte die Straße bis in das – heute polnische – Dorf Pellen (polnisch Piele). Die nächste Bahnstation war die Stadt Zinten, die heute nicht mehr an den Bahnverkehr angeschlossen ist.

## Persönlichkeiten
- Moritz Le Tanneux von Saint Paul (1813–1892), seit 1839 Gutsbesitzer auf Jäcknitz, preußischer Landrat des Kreises Heiligenbeil, verstarb am 25. November 1892 auf Gut Jäcknitz
- Ulrich Le Tanneux von Saint Paul-Jäcknitz (1887–1972), preußischer (später  niedersächsischer) Heimatdichter, Gutsbesitzer auf Jäcknitz, erhielt 1967 das Preußenschild, die höchste Auszeichnung der Landsmannschaft Ostpreußen
- Hans Friedrich Le Tanneux von Saint Paul (1897–1961), deutscher Verwaltungsbeamter, wurde am 24. September 1897 auf Jäcknitz geboren